# 鍛造技能士
鍛造技能士（たんぞうぎのうし）とは、国家資格である技能検定制度の一種で、都道府県知事（問題作成等は中央職業能力開発協会、試験の実施等は都道府県職業能力開発協会）が実施する、鍛造に関する学科及び実技試験に合格した者をいう。
なお職業能力開発促進法により、鍛造技能士資格を持っていないものが鍛造技能士と称することは禁じられている。
鍛造技能士は、職業訓練指導員 (鍛造科)の実技試験免除資格になっている。

## 区分
鍛造の中で自由鍛造作業、ハンマ型鍛造作業、プレス型鍛造作業に分かれる。

## 級別
自由鍛造作業、ハンマ型鍛造作業、プレス型鍛造作業ともに1級、2級の別がある。

## 実技作業試験内容

### 鍛造(自由鍛造作業)
- 1級
- 2級

### 鍛造(ハンマ型鍛造作業)
- 1級
  - 作業試験：金型をハンマ型鍛造機に取り付け、調整のための試し打ちを行った後、せぎり又はローリング工程を有する3工程以上の熱間鍛造を行うとともに、目視温度測定を行う。試験時間＝1時間30分 - 2時間20分
  - ペーパーテスト：材料検査、素材の加工、素材の加熱、製品の欠陥判別等について行う。試験時間＝1時間
- 2級
  - 作業試験：金型をハンマ型鍛造機に取り付け、調整のための試し打ちを行った後、2工程以上の加工を有する熱間鍛造を行うとともに、目視温度測定を行う。試験時間＝1時間30分 - 2時間20分
  - ペーパーテスト：簡単な材料検査、素材の加工、素材の加熱、製品の欠陥判別等について行う。試験時間＝1時間

### 鍛造(プレス型鍛造作業)
- 1級
  - 作業試験：金型をプレス型鍛造機に取り付け、調整のための試し打ちを行った後、仕上げ工程を含む3工程以上の熱間鍛造を行うとともに、目視温度測定を行う。試験時間＝1時間35分 - 2時間35分
  - ペーパーテスト：材料検査、素材の加工、素材の加熱、製品の欠陥判別等について行う。試験時間＝1時間
- 2級
  - 作業試験：金型をプレス型鍛造機に取り付け、調整のための試し打ちを行った後、仕上げ工程を含む2工程以上の熱間鍛造を行うとともに、目視温度測定を行う。試験時間＝1時間35分 - 2時間35分
  - ペーパーテスト：簡単な材料検査、素材の加工、素材の加熱、製品の欠陥判別等について行う。試験時間＝1時間